# Stenocereus eichlamii
Stenocereus eichlamii là một loài thực vật có hoa trong họ Cactaceae. Loài này được (Britton & Rose) Buxb. ex Bravo miêu tả khoa học đầu tiên năm 1978.